# Chor (tributario del Nen)
Il Chor (綽爾河S; o 绰尔河 in russo Чол?, Čol) o Chuo'er He è un affluente destro del fiume Nen (bacino dell'Amur). Scorre attraverso la Mongolia Interna, nella Cina nord-orientale.
Il fiume Chor scorre dai monti Da Hinggan, a sud-est della città di Hulunbuir, nella pianura del Nord-est. Nel medio basso corso scorre in direzione sud-est e si unisce al fiume Nen attraverso la Bandiera di Jalaid della Lega di Xing'an. Ha una lunghezza di 470 km (610 km secondo la BCE) e l'area del bacino è di 17 200 km (24 000 km²).